# Dream Light
<Dream Light〉는 대한민국의 여자 가수인 루시에나의 1번째 미니 음반. 네오위즈인터넷의 의해 발매되었다.

## 수록곡
1. Dream Light
2. 덧나다
3. 기억의 숲
4. 가르쳐 주지 않아
5. 기억의 숲(피아노 ver)

## 같이 보기
- 루시에나